# Trichocerca vargai
Trichocerca vargai is een raderdiertjessoort uit de familie Trichocercidae. De wetenschappelijke naam van deze soort is voor het eerst geldig gepubliceerd in 1961 door Wulfert.